# Oekraïens kampioenschap wielrennen op de weg

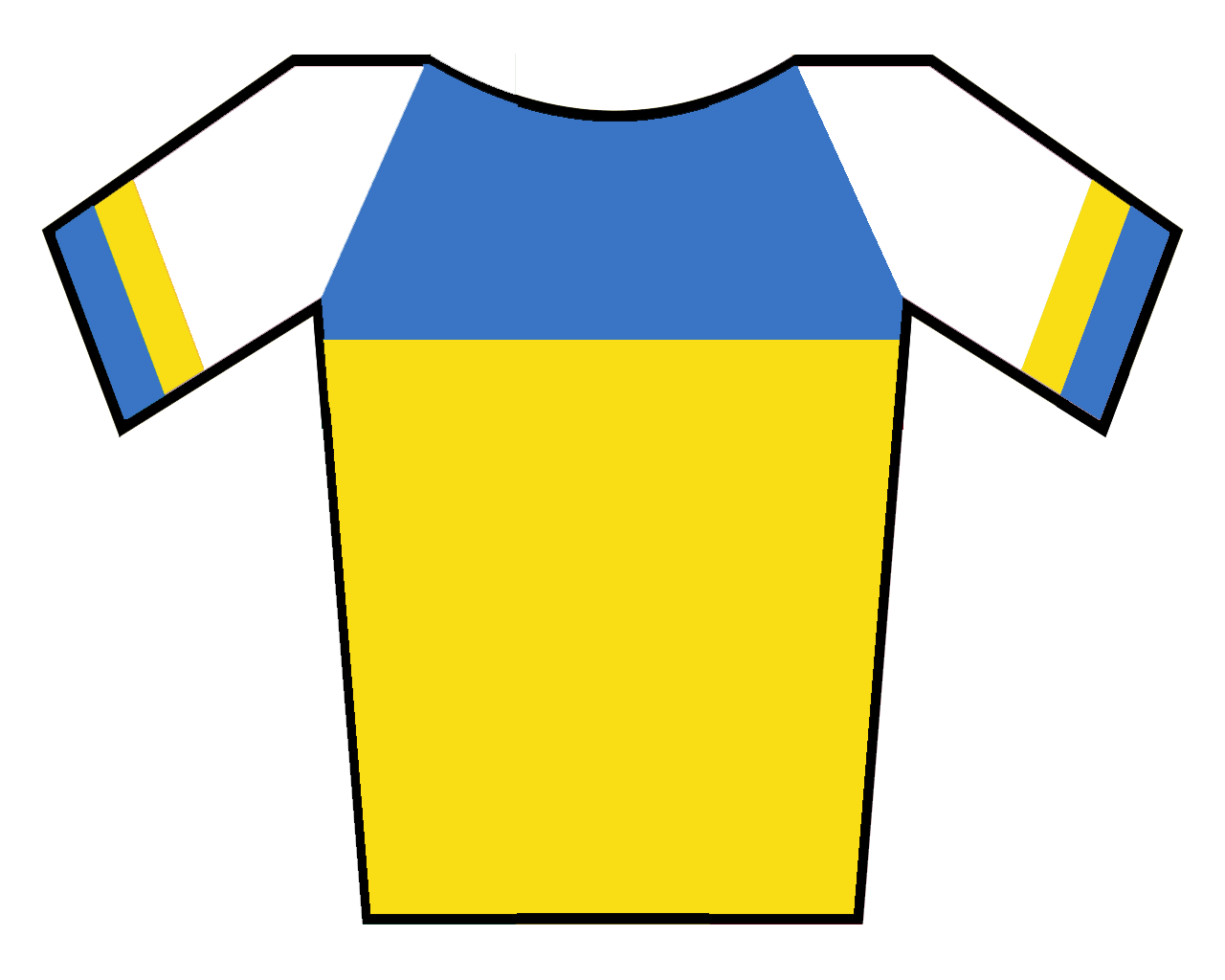
Oekraïense kampioenstrui

Het Oekraïens kampioenschap wielrennen op de weg is in de vier onderdelen wegwedstrijd en individuele tijdrit bij zowel de mannen als de vrouwen een jaarlijkse georganiseerde wielerwedstrijd waarin om de nationale titel van Oekraïne wordt gestreden. De winnaar draagt het hele jaar de blauw met gele kampioenstrui.

## Mannen

### Wegwedstrijd

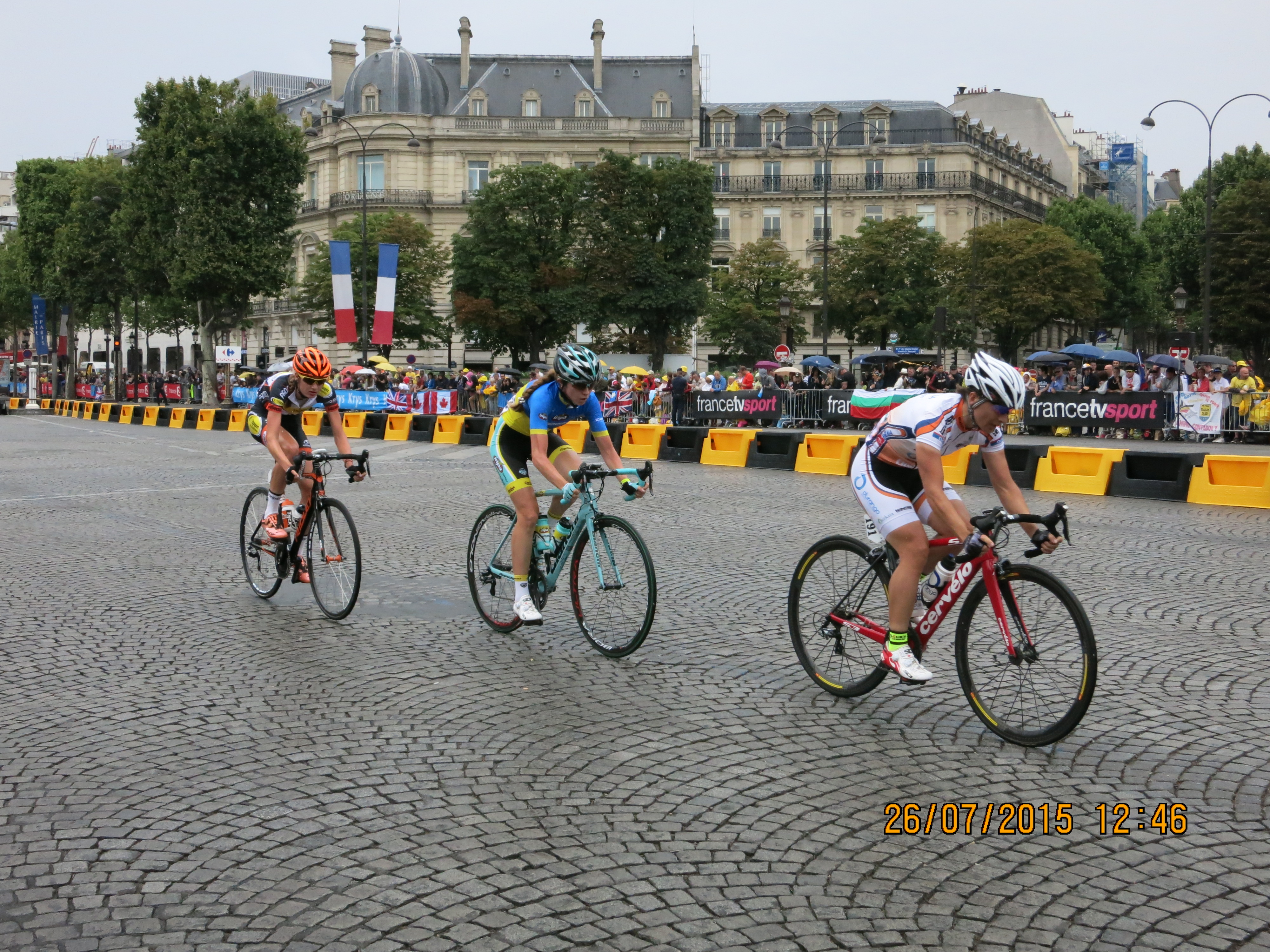
Tetjana Rjabtsjenko won in 2011, 2014 en 2015

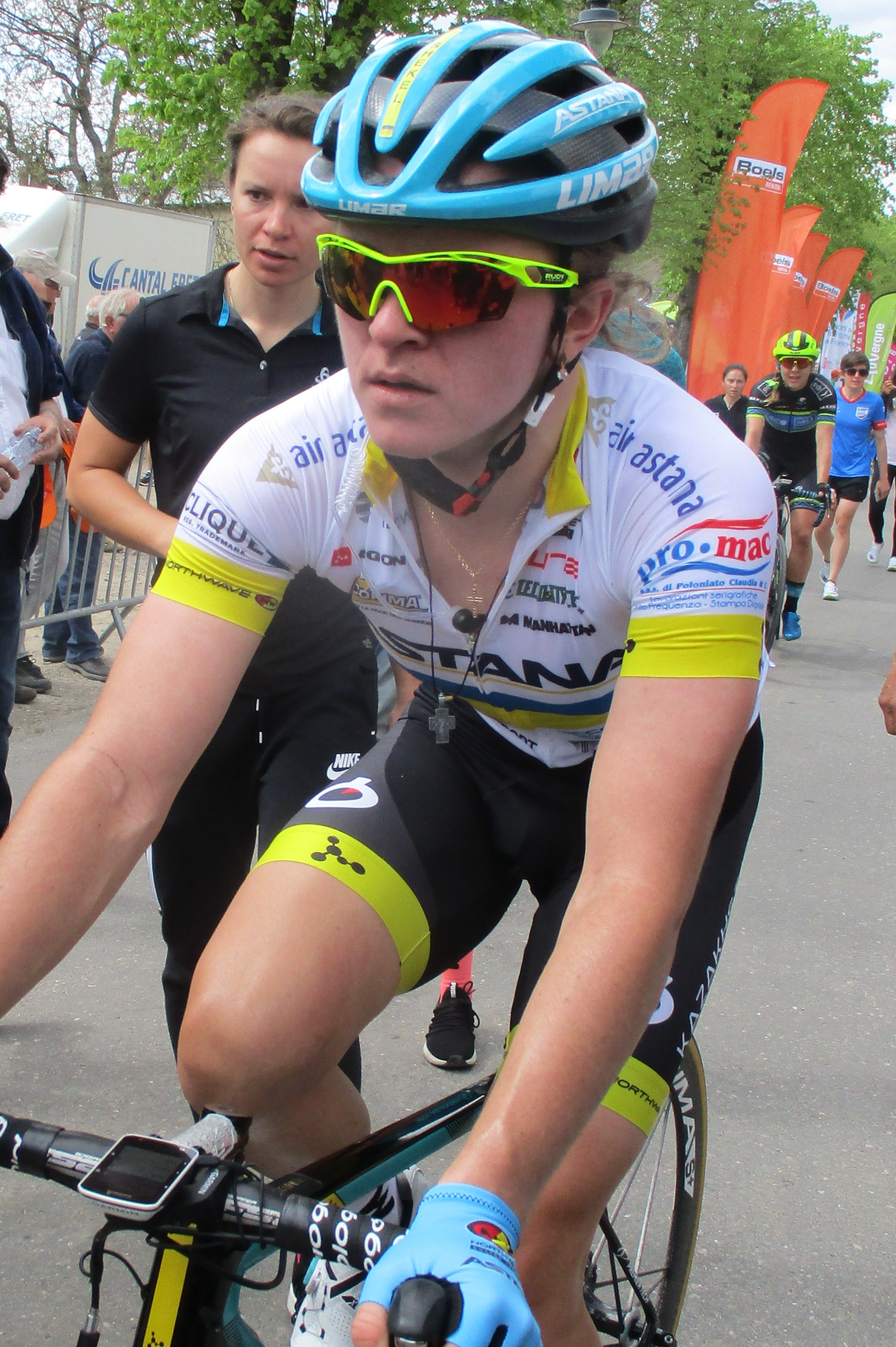
Olha Sjekel won in 2018, 2019, 2021 en 2024

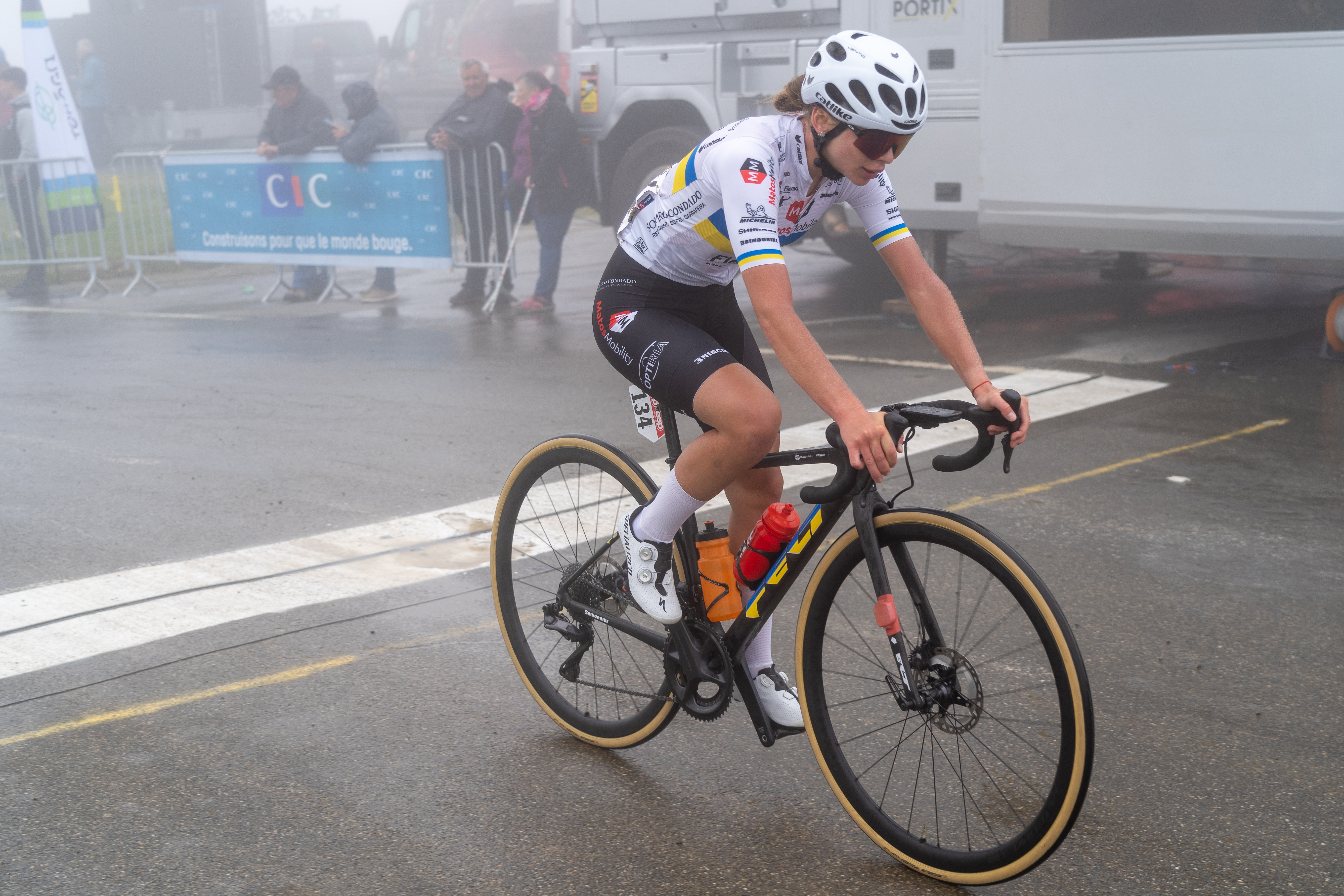
Maryna Altukhova won in 2023

| Jaar | Goud                | Zilver               | Brons                     |
| ---- | ------------------- | -------------------- | ------------------------- |
| 1992 | Vladimir Poulnikov  | Evgueni Zagrebelny   | Oleg Petrovich Chuzhda    |
| 1996 | Oleg Pankov         | Mikhaylo Khalilov    | Alexandre Markovnitchenko |
| 1997 | Yuri Prokopenko     | Andreï Korolev       | Serguei Bodatchiov        |
| 1998 | Vladimir Duma       | Vasiliy Zaika        | Dimitri Schipak           |
| 1999 | Olexander Fedenko   | Oleg Pankov          | Ruslan Pidgornyy          |
| 2000 | Vladimir Duma       | Volodymyr Gustov     | Valeriy Kobzarenko        |
| 2001 | Kyrylo Pospyeyev    | Sergiej Sawieliew    | Serguei Avdeev            |
| 2002 | Oleksandr Klymenko  | Ruslan Pidgornyy     | Alexis Nakazniy           |
| 2003 | Serhij Hontsjar     | Sergiy Matveyev      | Maksym Rudenko            |
| 2004 | Oleg Ruban          | Vladimir Duma        | Denys Kostyuk             |
| 2005 | Mikhaylo Khalilov   | Roman Luhovyy        | Oleksandr Kvachuk         |
| 2006 | Volodymyr Zagorodny | Volodymyr Starchyk   | Denys Kostyuk             |
| 2007 | Volodymyr Zagorodny | Ruslan Pidgornyy     | Mikhaylo Khalilov         |
| 2008 | Ruslan Pidgornyy    | Denys Kostyuk        | Volodymyr Zagorodny       |
| 2009 | Volodymyr Starchyk  | Oleksandr Kvachuk    | Ruslan Pidgornyy          |
| 2010 | Vitaliy Popkov      | Ruslan Pidgornyy     | Oleksandr Sheydyk         |
| 2011 | Oleksandr Kvachuk   | Anatoliy Pakhtusov   | Oleksandr Polivoda        |
| 2012 | Andrij Hryvko       | Dmytro Kryvtsov      | Oleksandr Polivoda        |
| 2013 | Denys Kostyuk       | Vitaly Buts          | Volodymyr Zagorodny       |
| 2014 | Vitaliy Buts        | Denys Kostyuk        | Dmytro Kryvtsov           |
| 2015 | Mychajlo Kononenko  | Denys Kostyuk        | Oleksandr Polivoda        |
| 2016 | Oleksandr Polivoda  | Vitaliy Buts         | Denys Kostyuk             |
| 2017 | Vitaliy Buts        | Andrij Bratasjtsjoek | Oleksandr Polivoda        |
| 2018 | Oleksandr Polivoda  | Andrij Bratasjtsjoek | Maksym Vasyliev           |
| 2019 | Andriy Kulyk        | Oleksandr Polivoda   | Mychajlo Kononenko        |
| 2020 | Mychajlo Kononenko  | Anatolij Boedjak     | Oleksandr Holovasj        |
| 2021 | Andrii Ponomar      | Anatolij Boedjak     | Andriy Kulyk              |
|      |                     |                      |                           |
| 2023 | Maksym Bilyi        | Anatolij Boedjak     | Serhii Sydor              |
| 2024 | Serhii Sydor        | Anatolij Boedjak     | Daniil Yakovlev           |
| 2025 | Heorhij Antonenko   | Mykola Hovoroen      | Bogdan Hovoroen           |

### Tijdrit
| Jaar | Goud               | Zilver              | Brons              |
| ---- | ------------------ | ------------------- | ------------------ |
| 1997 | Serguei Avdyeyev   | Ruslan Pidgornyy    | Volodymyr Gustov   |
| 1998 | Serhij Hontsjar    | Joeri Krivtsov      | Serguei Avdyeyev   |
| 1999 | Sergiy Matveyev    | Stanislav Nefedov   | Andrei Yatsenko    |
| 2000 | Serhij Hontsjar    | Oleksandr Klymenko  | Olexander Dykiy    |
| 2001 | Serhij Hontsjar    | Oleksandr Klymenko  | Joeri Krivtsov     |
| 2002 | Serhij Hontsjar    | Bogdan Bondariew    | Sergiy Matveyev    |
| 2003 | Sergiy Matveyev    | Serhij Hontsjar     | Joeri Krivtsov     |
| 2004 | Joeri Krivtsov     | Sergiy Matveyev     | Serhij Hontsjar    |
| 2005 | Andrij Hryvko      | Sergiy Matveyev     | Volodymyr Bileka   |
| 2006 | Andrij Hryvko      | Joeri Krivtsov      | Volodymyr Bileka   |
| 2007 | Volodymyr Dyudya   | Sergiy Matveyev     | Dmytro Grabovskyy  |
| 2008 | Andrij Hryvko      | Sergiy Matveyev     | Denys Kostyuk      |
| 2009 | Andrij Hryvko      | Dmytro Grabovskyy   | Oleksandr Kvachuk  |
| 2010 | Vitaliy Popkov     | Joeri Krivtsov      | Andriy Vasylyuk    |
| 2011 | Oleksandr Kvachuk  | Oleg Chuzhda        | Volodymyr Bileka   |
| 2012 | Andrij Hryvko      | Mychajlo Kononenko  | Sergiy Lagkuti     |
| 2013 | Andriy Vasylyuk    | Andrij Hryvko       | Mychajlo Kononenko |
| 2014 | Andriy Vasylyuk    | Mychajlo Kononenko  | Volodymyr Kogut    |
| 2015 | Sergiy Lagkuti     | Andriy Khripta      | Andriy Vasylyuk    |
| 2016 | Andriy Vasylyuk    | Andriy Khripta      | Oleksandr Prevar   |
| 2017 | Oleksandr Polivoda | Andriy Vasylyuk     | Oleksandr Prevar   |
| 2018 | Andrij Hryvko      | Mychajlo Kononenko  | Oleksandr Holovasj |
| 2019 | Mark Padoen        | Andriy Vasylyuk     | Oleksandr Holovasj |
| 2020 | Mychajlo Kononenko | Oleksandr Holovasj  | Andriy Vasylyuk    |
| 2021 | Mychajlo Kononenko | Oleksandr Holovasj  | Vitalij Hryniv     |
|      |                    |                     |                    |
| 2023 | Vitalij Novakowkyi | Vladyslav Shcherban | Vitalij Hryniv     |
| 2024 | Vitalij Hryniv     | Daniil Yakovlev     | Yaroslav Kozakov   |
| 2025 | Anatolij Boedjak   | Semen Simon         | Vitalij Hryniv     |

## Vrouwen

### Wegwedstrijd
| Jaar | Goud                     | Zilver                   | Brons               |
| ---- | ------------------------ | ------------------------ | ------------------- |
| 1992 | Natalja Yuganiuk         | Elena Ogui               | Natalja Kistchuk    |
| 1995 | Natalja Yuganiuk         | Yuliya Murenkaya         | Elena Ogui          |
| 1996 | Tamara Poliakova         | Valentyna Karpenko       | Natalja Kistchuk    |
| 1997 | Jevgenija Vysotska       | Yuliya Murenkaya         | Natalja Kistchuk    |
| 1998 | Tamara Poliakova         | Natalja Kistchuk         | Olga Svirtchuk      |
| 1999 | Ganna Bogoluzkaya        | Tamara Poliakova         | Natalja Kistchuk    |
| 2000 | Oksana Saprykina         | Valentyna Karpenko       | Iryna Chuzhynova    |
| 2001 | Tatiana Stiajkina        | Tanya Andryuschenko      | Natalja Kistchuk    |
| 2002 | Valentyna Karpenko       | Tatiana Stiajkina        | Nataliya Kachalka   |
| 2003 | Nataliya Kachalka        | Valentyna Karpenko       | Iryna Chuzhynova    |
| 2005 | Valentyna Karpenko       | Svitlana Semchuk         | Nina Ovcharenko     |
| 2006 | Jelysaweta Botschkarjowa | Nadya Savkina            | Iryna Shpylyova     |
| 2007 | Jelysaweta Botschkarjowa | Oksana Kashchyshyna      | Iryna Shpylyova     |
| 2008 | Tatiana Stiajkina        | Oksana Kashchyshyna      | Jevgenija Vysotska  |
| 2009 | Jevgenija Vysotska       | Nina Ovcharenko          | Oksana Kashchyshyna |
| 2010 | Nina Ovcharenko          | Svitlana Galyuk          | Lesja Kalitovska    |
| 2011 | Tetjana Rjabtsjenko      | Jelysaweta Botschkarjowa | Jevgenija Vysotska  |
| 2012 | Alyona Andruk            | Nina Ovcharenko          | Ivanna Borovychenko |
| 2013 | Elizaveta Oshurkova      | Jevgenija Vysotska       | Anna Nahirna        |
| 2014 | Tetjana Rjabtsjenko      | Valerija Kononenko       | Maryna Ivaniuk      |
| 2015 | Tetjana Rjabtsjenko      | Olena Demydova           | Hanna Solovej       |
| 2016 | Jevgenija Vysotska       | Tetjana Rjabtsjenko      | Hanna Solovej       |
| 2017 | Jevgenija Vysotska       | Tetjana Rjabtsjenko      | Olha Sjekel         |
| 2018 | Olha Sjekel              | Irina Semionova          | Valerija Kononenko  |
| 2019 | Olha Sjekel              | Valerija Kononenko       | Olena Sharha        |
| 2020 | Anna Nahirna             | Olha Sjekel              | Olena Sharha        |
| 2021 | Olha Sjekel              | Valerija Kononenko       | Olena Sharha        |
|      |                          |                          |                     |
| 2023 | Maryna Altukhova         | Joelija Birjoekova       | Olha Koelynytsj     |
| 2024 | Olha Sjekel              | Maryna Altukhova         | Valerija Kononenko  |
| 2025 | Joelija Birjoekova       | Olha Sjekel              | Maryna Altukhova    |

### Tijdrit
| Jaar | Goud                | Zilver                 | Brons                  |
| ---- | ------------------- | ---------------------- | ---------------------- |
| 1995 | Elena Tchalykh      | Tamara Poliakova       | Natalja Kistchuk       |
| 1996 | Tamara Poliakova    | Valentyna Karpenko     | Lyudmyla Bavykina      |
| 1997 | Valentyna Karpenko  | Olena Budovitska       | Tamara Poliakova       |
| 1998 | Tamara Poliakova    | Valentyna Karpenko     | Yuliya Murenkaya       |
| 1999 | Yuliya Murenkaya    | Valentyna Karpenko     | Olena Budovitska       |
| 2000 | Valentyna Karpenko  | Nataliya Kachalka      | Tamara Poliakova       |
| 2001 | Tanya Andryuschenko | Tatiana Stiajkina      | Iryna Chuzhynova       |
| 2002 | Tatiana Stiajkina   | Tanya Andryuschenko    | Nataliya Kachalka      |
| 2005 | Iryna Shpylyova     | Kateryna Krasova       |                        |
| 2006 | Iryna Shpylyova     | Tatiana Stiajkina      | Kateryna Krasova       |
| 2007 | Lesja Kalitovska    | Svitlana Galyuk        | Yelizaveta Bochkaryova |
| 2008 | Tatiana Stiajkina   | Lesja Kalitovska       | Jevgenija Vysotska     |
| 2009 | Jevgenija Vysotska  | Iryna Shpylyova        | Olena Sharha           |
| 2010 | Hanna Solovej       | Svitlana Galyuk        | Jevgenija Vysotska     |
| 2011 | Svitlana Galyuk     | Yelizaveta Bochkaryova | Olena Pavlukhina       |
| 2012 | Anna Nahirna        | Olena Pavlukhina       | Jevgenija Vysotska     |
| 2013 | Valerija Kononenko  | Ivanna Borovychenko    | Olena Sharha           |
| 2014 | Tetjana Rjabtsjenko | Valerija Kononenko     | Inna Metalnikova       |
| 2015 | Hanna Solovej       | Tetjana Rjabtsjenko    | Olena Sharha           |
| 2016 | Jevgenija Vysotska  | Hanna Solovej          | Tetjana Rjabtsjenko    |
| 2017 | Jevgenija Vysotska  | Hanna Solovej          | Tetjana Rjabtsjenko    |
| 2018 | Valerija Kononenko  | Olena Sharha           | Olha Sjekel            |
| 2019 | Valerija Kononenko  | Tetjana Rjabtsjenko    | Olha Sjekel            |
| 2020 | Olha Sjekel         | Valerija Kononenko     | Jevgenija Vysotska     |
| 2021 | Valerija Kononenko  | Hanna Solovej          | Olha Sjekel            |
|      |                     |                        |                        |
| 2023 | Valerija Kononenko  | Joelija Birjoekova     | Olha Koelynytsj        |
| 2024 | Joelija Birjoekova  | Valerija Kononenko     | Tetiana Yashsjenko     |
| 2025 | Joelija Birjoekova  | Olha Koelynytsj        | Olha Sjekel            |